# Lóbulo (cerebro)

Animación de los lóbulos del cerebro

Un lóbulo es una parte de la corteza cerebral que subdivide el cerebro según sus funciones. El cerebro humano se divide en 6 lóbulos funcionales principales: lóbulo frontal, lóbulo parietal, lóbulo temporal, lóbulo occipital, lóbulo de la ínsula y lóbulo límbico.

## Anatomía
Lóbulo frontal: situado en la parte anterior, por delante de la cisura de Rolando. Este lóbulo da la capacidad de moverse (corteza motora), de razonar y de resolver problemas, parte del lenguaje y las emociones.
Lóbulo parietal: se halla por detrás de la cisura de Rolando y por encima de la cisura lateral; por detrás limita con la imaginaria cisura perpendicular externa. Encargado de las percepciones sensoriales externas (manos, pies, etc.): sensibilidad, tacto, percepción, presión, temperatura y dolor.
Lóbulo occipital: es el casquete posterior cerebral, que en muchos animales tiene límites bien definidos, pero que en el hombre ha perdido su identidad anatómica. Siendo delimitado por el surco parietoccipital, estando posterior a este. Encargado de la producción de imágenes.
Lóbulo temporal: localizado por delante del lóbulo occipital, por debajo y detrás de la cisura de Silvio, (aproximadamente detrás de cada sien), desempeña un papel importante en tareas visuales complejas como el reconocimiento de caras. Está encargado de la audición, equilibrio y coordinación. Es el «centro primario del olfato» del cerebro. También recibe y procesa información de los oídos, contribuye al balance y el equilibrio, y regula emociones y motivaciones como la ansiedad, el placer y la ira.
Lóbulo insular: es un lóbulo que está escondido o enterrado, situado bajo el surco lateral en el lóbulo temporal. Si quitásemos esta zona de la corteza cerebral, veríamos que hay aún más cerebro con esta estructura. En otras palabras, la ínsula se clasifica como el lóbulo escondido del cerebro.
Lóbulo límbico: es un lóbulo que es más funcional que estructural, en el sentido que atraviesa las uniones del lóbulo frontal, parietal y temporal. Comprende el giro cingulado, que está separado del resto de la corteza cerebral por el surco cingulado. El lóbulo límbico continúa hacia el lóbulo temporal hasta el giro parahipocampal, el cual se combina con el giro cingulado para formar el lóbulo límbico. Esto forma casi un círculo completo, que en latín es un limbo.

## Funciones de los lóbulos cerebrales
El concepto de “función cerebral” ha cambiado al de “sistema funcional” complejo, las funciones no se localizan en zonas restringidas de la corteza cerebral. Están organizadas en sistemas de zonas, que trabajan armónicamente en áreas diferentes y distantes del cerebro.
Cada uno de los 6 lóbulos del cerebro humano tienen funciones ligeramente distintas:
- Lóbulo frontal. Está implicado principalmente en funciones ejecutivas, de personalidad y de toma de decisiones.
- Lóbulo parietal. Con el giro poscentral, es la corteza sensorial primaria y también hay mucha corteza de asociación en esta zona.
- Lóbulo temporal. Es la corteza auditiva primaria, la zona donde escuchamos. Las vibraciones entran por el oído, pero realmente no se oyen hasta que esas señales alcanzan la corteza temporal.
- Lóbulo occipital. Contiene la corteza visual primaria, que es donde realmente vemos.
- Lóbulo ínsula. Probablemente dedicado al procesamiento del dolor. También recibe muchas señales de sensaciones asociadas a las vísceras, órganos, intestinos, corazón, etc.[4][5]
- Lóbulo límbico. Está relacionado con las emociones y estados de alerta como poner atención al entorno, con la motivación y con los procesos de aprendizaje y memoria en el hipocampo y la amígdala, que está localizado en la zona del giro parahipocampal.[7][8]

## Puntos de referencia de los lóbulos
En la anatomía macroscópica del cerebro hay unos puntos de referencia que marcan cada uno de estos lóbulos cerebrales:
- Fisura lateral o cisura de Silvio, que separa el lóbulo frontal del temporal
- Surco central o surco de Rolando, que separa el lóbulo frontal del parietal
- Incisura preoccipital, o surco parietooccipital, que separa el lóbulo occipital del parietal